# Сепе (Душетський муніципалітет)
Сепе (груз. სეფე) — село в Грузії.
За даними перепису населення 2014 року в селі проживає 25 осіб.